# Aeropuerto Internacional de San Francisco (BART)
Aeropuerto Internacional de San Francisco es una estación terminal en la línea Pittsburg/Bay Point–SFO/Millbrae del BART. La estación se encuentra localizada en la Terminal de Salidas, en el nivel 3 del Aeropuerto Internacional de San Francisco en San Francisco, California. La estación Aeropuerto Internacional de San Francisco fue inaugurada el 22 de junio de 2003.  Distrito de Transporte Rápido del Área de la Bahía es la encargada por el mantenimiento y administración de la estación. La estación, sirve como terminal a las líneas solamente los sábados y domingos.

## Descripción
La estación Aeropuerto Internacional de San Francisco cuenta con 2 plataformas centrales y 2 vías. 

## Conexiones
La estación es abastecida por las siguientes conexiones: 
- AirTrain SFO